# Monticello (Utah)
Monticello ist eine Kleinstadt (mit dem Status „City“) und Verwaltungssitz des San Juan County im US-amerikanischen Bundesstaat Utah. Das U.S. Census Bureau hat bei der Volkszählung 2020 eine Einwohnerzahl von 1.824 ermittelt.
Monticello liegt verkehrsgünstig, um den Canyonlands-Nationalpark zu bereisen.

## Geschichte
Cowboys, Indianerstämme und Geächtete waren die ersten Bewohner der Berge und Täler um Monticello.
1887 wurde der Ort von Mormonen besiedelt. Den Namen hat Monticello in Erinnerung an Thomas Jeffersons  Grundbesitz  in Virginia erhalten. Es gab in der Anfangszeit sehr viel Unruhe zwischen den Siedlern, den Cowboys und den Indianern. Schuld daran war ein Gold- und Silberrausch in der Umgebung. Monticello wurde 1895 County Sitz und hat sich 1910 als Stadt zusammengeschlossen.
Ab 1942 und verstärkt nach dem Zweiten Weltkrieg bis 1960 wurde in Monticello der größte Uranbergbau der Vereinigten Staaten betrieben. Im Tagebau wurden Uranerz und Vanadium abgebaut und aufbereitet. Die Halden mit dem tauben Gestein lagen unter freiem Himmel und führten zu einer der größten Umweltkatastrophen der USA. Die Environmental Protection Agency erklärte Monticello zu einem Superfund Site und führte zwischen 1991 und 2004 eine Dekontaminierung des Gebietes durch. Dabei wurden Sperren und Filtersystem tief unter dem Geländeniveau errichtet, um das Grundwasser vor weiteren Abflüssen aus den Halden zu schützen. Die Grundwasserbestände des Ortes sind verseucht und können dauerhaft unter keinen Umständen genutzt werden. Boden und Grundwasser werden langfristig überwacht.

## Geografie
Monticello ist nach Blanding die zweitgrößte Stadt im San Juan County. Sie liegt im südöstlichen Utah am Highway 491 (alt 666) und am Highway 191, 10 km östlich der Abajo Mountains und rund 100 km südlich vom Arches National Park. Hier ist der südliche Zugang zum Canyonlands-Nationalpark.

## Demografische Daten
Nach der Volkszählung im Jahr 2010 lebten in Monticello 1972 Menschen in 615 Haushalten. Die Bevölkerungsdichte betrug 294,3 Einwohner pro Quadratkilometer. In den 615 Haushalten lebten statistisch je 3,05 Personen.
Ethnisch betrachtet setzte sich die Bevölkerung zusammen aus 84,9 Prozent Weißen, 0,4 Prozent Afroamerikanern, 6,4 Prozent amerikanischen Ureinwohnern, 0,7 Prozent Asiaten sowie 4,6 Prozent aus anderen ethnischen Gruppen; 3,0 Prozent stammten von zwei oder mehr Ethnien ab. Unabhängig von der ethnischen Zugehörigkeit waren 13,4 Prozent der Bevölkerung spanischer oder lateinamerikanischer Abstammung.
33,8 Prozent der Bevölkerung waren unter 18 Jahre alt, 52,5 Prozent waren zwischen 18 und 64 und 13,7 Prozent waren 65 Jahre oder älter. 47,4 Prozent der Bevölkerung war weiblich.

Das mittlere jährliche Einkommen eines Haushalts lag bei 44.938 USD. Das Pro-Kopf-Einkommen betrug 16.887 USD. 10,5 Prozent der Einwohner lebten unterhalb der Armutsgrenze.